# Monasterio de Santa Cecilia de Elins
El monasterio de Santa Cecilia fue una antigua abadía benedictina situada en el actual término municipal de Montferrer Castellbó, en la comarca catalana del alto Urgel.

## Historia
Documentado en 881, en el siglo X la comunidad se encontraba en decadencia. En 1079 los condes de Urgel lo convirtieron en una comunidad de monjas que se nutrió con mujeres llegadas desde el monasterio barcelonés de San Pedro de las Puellas. En 1080 se consagraron tres nuevos altares, dedicados a Santa Cecilia, la Virgen María y a la Santa Fe. En el acto de consagración se ratificaron las donaciones realizadas por los condes de Urgel que incluían todo el valle de Elins y algunas tierras en comarcas como la del Pallars, en Gerona o en Agramunt. 
En 1134, el abad del monasterio de San Saturnino de Tabérnolas realizó una reforma general del cenobio femenino. Durante el siglo XIV continuó la decadencia y el monasterio fue anulado en 1383. La comunidad se trasladó a Castellbó, formando en 1436 una colegiata que heredó las tierras y posesiones del antiguo monasterio.

## Edificio
Se conservan algunos restos del edificio en la zona conocida como el Mas del Monestir. Por un lado están los restos de lo que se cree que fue la iglesia, con un portal con dovelas, y por otro los de la casa de las monjas. Tanto los muros como las puertas y ventanas son románicas.